# 瓦连京·谢尔盖耶维奇·舒尔恰诺夫
瓦连京·谢尔盖耶维奇·舒尔恰诺夫（俄语：Валентин Сергеевич Шурчанов，1947年4月19日—2020年12月18日），俄罗斯政治人物。曾任《真理报》主编、国家杜马议员。

## 生平
1947年生于楚瓦什苏维埃社会主义自治共和国卡納什區。1964年毕业于切博克萨雷能源工程学院。曾在卡纳什、切博克萨雷、符拉迪沃斯托克等地担任工程师。1966年至1968年在苏联军队服役。1969年任职于卡纳什汽车零部件加工厂。1972年至1980年，在楚瓦什国立大学学习和工作，历任校团委书记、党委副书记，切博克萨雷加里宁区党委宣传鼓动部长。1982年至1986年，担任楚瓦什国立大学党委副书记，苏共楚瓦什地区委员会第一书记助理。1986年至1987年，担任苏共舒梅爾利亞市委第一书记。1988年至1990年，历任苏共楚瓦什地区委员会书记、第二书记，1990年至1991年担任第一书记。苏联解体后又加入俄罗斯联邦共产党。1993年起任俄罗斯联邦共产党楚瓦什地区支部委员会第一书记。1994年6月至1998年7月，担任楚瓦什共和国国务委员会（立法机构）主席。1998年8月至1999年12月，担任《苏维埃俄罗斯报》政治专栏作家。1999年12月，当选第三届俄罗斯联邦国家杜马议员。2001年参加楚瓦什共和国总统选举，但输给了费奥多罗夫。2005年至2009年，担任《真理报》主编。2009年3月至2013年2月，担任俄罗斯联邦共产党中央委员会书记。2007年至2011年，担任第五届俄罗斯联邦国家杜马议员，联邦事务和区域政策委员会委员。2011年至2016年，第六届俄罗斯联邦国家杜马议员，信息通信技术与政策委员会第一副主席。2016年9月，当选第七届俄罗斯联邦国家杜马议员，财政预算和税收委员会第一副主席。2020年12月18日因2019冠状病毒病逝世。